# Super Mario Bros. 3
Super Mario Bros. 3 (スーパーマリオブラザーズ3) (også kaldet Super Mario 3 og SMB3) er et platformsspil udviklet og udgivet af Nintendo til Nintendo Entertainment System (NES)-spillekonsollen. Det er det femte spil i Super Mario-serien. Det blev først udgivet i Japan i 1988 og senere i USA og Europa i 1990 og 1991.
Udviklingen blev håndteret af Nintendos forsknings- og udviklingshold 'Research & Development Team 4', ledet af Shigeru Miyamoto, der sammen med Takashi Tezuka stod for produktionen af spillet.
Spillet handler om Mario og Luigis mission om at rede herskerne af de syv kongeriger fra Bowser, seriens skurk.
De to brødre må rejse gennem otte verdener for at genoprette ordenen i Svamperiget.
Gameplayet er baseret på samme spillestil som de tidligere Super Mario Bros.-spil, men med nye power-ups og kræfter, der også blev videregivet til senere spil i serien.
Ifølge www.twingalaxies.com, som er videospillenes database for rekorder, ligger Danmarksrekorden i at gennemføre Super Mario Bros. 3 på 21 minutter og 3 sekunder og er gjort af en Kaspar D. Nielsen, mens verdens rekorden er på 11 minutter og 55 sekunder.